# Paul Jeuffrain
Paul Jeuffrain, né le 5 mars 1809 à Tours et mort le 5 juin 1896 à Louviers, est un photographe français.

## Biographie
Paul Jeuffrain est le fils d'Augustin Jeuffrain, négociant et manufacturier, et de Marie Crémière. Il épouse sa cousine germaine Aurélie Crémière (fille de Jean Baptiste Crémière et de Louise Désirée Pallu) puis Élisa Alphonsine Lefort (fille d'Alphonse Lefort-Gonssollin).
Manufacturier à Louviers (Eure), il rencontre Roger Fenton à Londres en 1851 qui l'initie au collodion humide. Il réalise des calotypes lors de deux voyages en Italie (1852) et en Algérie (1856).
Il est membre fondateur de la Société française de photographie en 1854. Lors de la séance du 18 juillet 1856, il offre à la Société 10 vues d'Alger et de Constantine.

## Collections
- Société française de photographie